# Colletes nigrifrons
Colletes nigrifrons là một loài Hymenoptera trong họ Colletidae. Loài này được Titus mô tả khoa học năm 1900.